# 14 de febrero
El 14 de febrero es el 45.º (cuadragésimo quinto) día del año en el calendario gregoriano. Quedan 320 días para finalizar el año, y 321 en los años bisiestos.

## Acontecimientos
- 748: durante la revolución abasí, los rebeldes de Hashimi bajo Abu Muslim Khorasani toman Merv, capital de la provincia omeya de Khorasan, marcando la consolidación de la revuelta de abasí.
- 842: Carlos el Calvo y Luis el Germánico juran los Juramentos de Estrasburgo en idioma francés y alemán. Este es el principio de la lengua francesa.
- 1009: en los anales de Quedlinburg se menciona por primera vez al país de Lituania.
- 1014: Enrique III de Alemania es coronado emperador del Sacro Imperio por el papa Benedicto VIII.
- 1349: en la ciudad de Estrasburgo (Alsacia), unos 2000 judíos son quemados vivos por la población católica.[1] Al resto se le roban los bienes y se los expele de la ciudad.
- 1502: en Castilla, Isabel la Católica publica una pragmática que ordena la conversión o expulsión de todos los moriscos (musulmanes) del Reino nazarí de Granada antes de abril de 1502.
- 1503: en Sevilla (España) se crea de la Casa de Contratación de Indias, destinada a depósito de mercancías importadas y exportadas de América, por decretos reales de 10 de enero y 14 de febrero.
- 1530: en Michoacán (México), el conquistador español Nuño de Guzmán quema vivo al caltzontzin ('rey') Tangajoan.
- 1542: en el Valle de Atemajac (México), Nuño de Guzmán realiza la cuarta fundación (definitiva) de Nueva Galicia (hoy conocida como Aguascalientes, Jalisco y Zacatecas).
- 1556: en Inglaterra, el arzobispo de Canterbury Thomas Cranmer es declarado hereje (será quemado vivo el 21 de marzo).
- 1619: en Trujillo (Perú), un terremoto arrasa la ciudad y alrededores. La ciudad tiene que ser reconstruida por completo.
- 1655: en Chile, el pueblo mapuche se levanta en armas bajo el mando del toqui Clentaru, incendiando las estancias españolas desde el río Bio-Bio hasta el Maule.
- 1778: la bandera de los Estados Unidos es reconocida oficialmente por un buque naval extranjero por primera vez, cuando el almirante francés Toussaint-Guillaume Picquet de la Motte rinde un saludo de nueve armas al USS Ranger, comandado por John Paul Jones.
- 1779: en Puerto de Santa María (España) se inaugura el puente sobre el río Guadalete, pero se rompe por el peso de la multitud y mueren 413 personas.
- 1779: James Cook es asesinado por nativos hawaianos cerca de Kealakekua en la isla de Hawái.
- 1797: en Portugal se libra la batalla del Cabo de San Vicente, en el que los británicos al mando de John Jervis derrota a los españoles.
- 1829: en el Teatro de La Scala (Milán) Vincenzo Bellini estrena su ópera La straniera.
- 1831: en Cuilapan de Guerrero, Oaxaca, México muere fusilado el héroe nacional y 2.º presidente constitucional Vicente Guerrero.[2]
- 1876: en Nueva York, el empresario británico-escocés Alexander Graham Bell (1847-1922) y el inventor estadounidense Elisha Gray (1835-1901) piden separadamente la patente sobre la invención del teléfono. La Corte Suprema dictaminó en favor del primero. Bell había robado el invento de Antonio Meucci (1808-1889), quien no había podido patentar su “teletrófono” (que había inventado en 1854) debido a que el millonario Bell (de 29 años) sobornó a los empleados de la Oficina de Patentes de Washington.
- 1879: estalla la guerra del Pacífico cuando tropas chilenas desembarcan en Antofagasta, ciudad boliviana.
- 1880: en Madrid se aprueba el Reglamento de las corridas de toros.
- 1895: en Reino Unido, Oscar Wilde estrena su obra teatral La importancia de llamarse Ernesto.
- 1901: en Madrid, la infanta Doña Mercedes, se casa con don Carlos de Borbón, lo que provoca vivas protestas.
- 1902: en Washington D. C. se funda la Alianza Internacional para el Sufragio Femenino, por iniciativa de la Asociación Sufragista Estadounidense.
- 1903: en Caracas (Venezuela), las tres potencias aliadas Alemania, Italia y el Reino Unido suspenden el bloqueo de los puertos venezolanos ―lo que estaba destrozando la economía del pueblo venezolano― firman un protocolo con el Gobierno venezolano.
- 1905: en Montecarlo, Jules Massenet estrena su ópera Chérubin.
- 1910: en Berlín (Prusia), 50 000 manifestantes piden un sistema electoral libre, igualitario, directo y secreto.
- 1912: en los Estados Unidos, Arizona es admitido como el cuadragésimo octavo Estado de la Unión.
- 1916: el Gobierno británico aprueba el plan de guerra del mariscal francés Joseph Joffre.
- 1918: en Rusia el Gobierno soviético sustituye el calendario juliano por el gregoriano, de uso mundial.
- 1918: en Armenia se produce una ofensiva turca.
- 1918: en Varsovia tienen lugar enérgicas manifestaciones contra la cesión de territorios polacos a Rusia.
- 1919: se desata la guerra polaco-soviética.
- 1922: en Ginebra se celebra una conferencia que reúne delegaciones alemanas y polacas para intentar el trazado de una frontera común en Alta Silesia.
- 1922: en Aydin Vilayeti (Turquía), el ejército griego (en retirada tras perder la Guerra Greco Turca) quema vivos a todos los habitantes de la aldea Karatepe.
- 1923: en la central de Correos de Córdoba (España) se descubre un desfalco de 10.000 pesetas.
- 1924: en Berlín se estrena la película Los nibelungos, de Fritz Lang.
- 1927: en el sur de Yugoslavia un terremoto deja un balance de más de 600 muertos.
- 1927: en Lima (Perú), el presidente Augusto Leguía crea el distrito de Puente Piedra, ubicado a 23 km al norte del centro de Lima.
- 1928: en España salen a la luz datos que reflejan que cada español ingiere poco más de 17 kg de carne al año, lo cual implica que solo la ciudad de Londres consume un 24 % más que toda España.
- 1929: en Chicago, Al Capone lleva a cabo la Matanza de San Valentín contra una banda rival.
- 1929: en Múnich las autoridades locales prohíben a Joséphine Baker presentarse en escena por indecencia pública.
- 1931: en España, el general Dámaso Berenguer dimite como presidente del Gobierno seis días después de publicarse la convocatoria oficial de elecciones.
- 1933: en territorio de Colombia, el ejército colombiano hace retroceder a las fuerzas peruanas. La Sociedad de Naciones (la institución previa a la ONU) condena la acción del Gobierno del Perú.
- 1935: en Barcelona, gran éxito de la película La dolorosa, protagonizada por Rosita Díaz Gimeno y Agustín Godoy.
- 1935: en las cuevas de Casares y Hoz, en Guadalajara (España) se producen importantes descubrimientos arqueológicos.
- 1936: en Sevilla (República Española) aterriza el aviador cubano Menéndez Peláez, finalizando felizmente el vuelo Cuba-España.
- 1936: en Caracas, se produce una manifestación contra el gomecismo y la censura, que será reprimida violentamente.
- 1937: en Albuñol ―en el marco de la guerra civil española―, los republicanos detienen el avance del bando nacional hacia Almería.
- 1939: en Kiel, los nazis proceden a la botadura del Bismarck, el mayor acorazado de la marina de guerra alemana.
- 1941: en Santander (España) se inicia el incendio que durante dos días asolará la ciudad.
- 1941: en Libia, las tropas alemanas del Afrika Korps (dirigidas por Erwin Rommel) llegan a Trípoli.
- 1942: en Boston Cornelius Warmerdam logra el récord mundial de salto con pértiga, con una marca de 4,77 metros.
- 1943: en Túnez ―en el marco de la Segunda Guerra Mundial (1939-1945)― los nazis realizan una contraofensiva contra los aliados, dirigida por el general Hans Jürgen von Arnim.
- 1945: en el marco de la Segunda Guerra Mundial (1939-1945), la ciudad de Praga es bombardeada. Los estadounidenses alegan un error en la orientación de los pilotos que se dirigían a bombardear Dresde (100 km al norte), aunque la mañana estaba clara.
- 1946: en la Universidad de Pensilvania, ubicada en el centro de la ciudad de Filadelfia (estado de Pensilvania) se enciende por primera vez la computadora ENIAC (electronic numerical integrator and computer: computadora e integradora numérica electrónica), de 30 metros de longitud por 2,4 m de altura y 1 m de profundidad. Fue programada por seis mujeres estadounidenses para calcular tablas de tiro de artillería destinadas al Laboratorio de Investigación Balística del Ejército de Estados Unidos.
- 1946: en el Reino Unido se nacionaliza el Banco de Inglaterra como consecuencia de la política de nacionalizaciones.
- 1948: Argentina y Venezuela firman un tratado de intercambio de carne por petróleo.
- 1950: en Moscú (Unión Soviética), Iósif Stalin y Mao Zedong firman un pacto de amistad.
- 1953: en La Habana ―en el marco de la dictadura de Fulgencio Batista― Raúl Gómez García, poeta de la generación del centenario redacta el Manifiesto del Moncada.
- 1956: en Moscú, Nikita Jrushchov denuncia en el XX Congreso del Partido Comunista de la Unión Soviética (PCUS) al régimen de Stalin.
- 1958: Jordania e Irak crean una federación como réplica a la fundación de la República Árabe Unida.
- 1963: en Londres, Harold Wilson se convierte en líder del Partido Laborista británico.
- 1963: Estados Unidos lanza al espacio el primer satélite geoestacionario experimental, el Syncom 1.
- 1963: en Buenos Aires (Argentina), la dictadura del civil José María Guido da fuerza de ley al Decreto 7165/62, que restablece la plena vigencia del Decreto 4161 de la dictadura del general Aramburu: vuelve a quedar prohibido pronunciar el nombre del «tirano prófugo» (Juan Domingo Perón, exiliado en España).
- 1964: en Valencia se inaugura la III Feria del Juguete.
- 1966: en Australia se realiza el cambio de moneda de la libra australiana al dólar australiano, dividiendo el dólares en 100 centavos y abandonando el sistema imperial de dinero, que se dividía en 20 chelines, y un chelín en 12 peniques.
- 1967: en el marco de la guerra de Vietnam contra Estados Unidos, comienza la batalla de Tra Vinh Dong.
- 1967: en la Ciudad de México, los ministros de Relaciones Exteriores de 14 países de Iberoamérica firman la Declaración de Tlatelolco para prohibir la fabricación y el uso de armas nucleares en América Latina.
- 1967: en México se firma el Tratado de Tlatelolco para la desnuclearización del territorio de América Latina y el Caribe
- 1967: en España, el antiguo canciller alemán Konrad Adenauer visita Madrid.
- 1972: México y China establecen relaciones diplomáticas.
- 1972: en Quito (Ecuador), el militar Guillermo Rodríguez Lara ―con la ayuda de la CIA estadounidense― derroca al tirano José María Velasco Ibarra e inicia una dictadura “nacionalista” pero proestadounidense.
- 1975: por la frontera de Irún hacia Francia se produce un gran tráfico clandestino de personas, en su mayoría estadounidenses y portuguesas.
- 1975: en La Habana, el Consejo de Ministros aprueba el Código de Familia (ley 1289), documento jurídico que iguala a ambos padres en los deberes y derechos respecto a la formación y educación de sus hijos. La ley comenzará a regir el 8 de marzo, Día Internacional de la Mujer.
- 1978: el líder separatista canario Antonio Cubillo participa en una reunión de la OUA.
- 1978: en la ciudad de Arica (extremo norte de Chile) se funda el Club de Deportes Arica.
- 1979: el presidente estadounidense Jimmy Carter visita oficialmente México para interesarse por la compra de petróleo mexicano. Es recibido fríamente por el presidente José López Portillo.
- 1980: en Irán, graves inundaciones causan la muerte a más de 200 personas.
- 1980: en Madrid, el Gobierno acusa de espionaje al director en España de la compañía soviética Aeroflot.
- 1982: los físicos de la Universidad de Stanford dicen haber conseguido detectar un monopolo magnético.
- 1983: en Israel, Ariel Sharón dimite como ministro de Defensa, acusado de haber instigado las matanzas en los campos de palestinos de Sabra y Chatila en Beirut (Líbano).
- 1984: en Bruselas se firma un acuerdo pesquero entre España y la Comunidad Económica Europea para ese año.
- 1986: el grupo sueco Europe publica la canción The Final Countdown, fue certificado como sencillo de oro en el Reino Unido en 1986.
- 1988: en Nicaragua, el gobierno realiza la Operación Berta, que convirtió cada 1000 córdobas en viejos en 1 córdoba nuevo, afectando las cuentas bancarias de miles de personas.[3]
- 1989: en Irán, Ruhollah Jomeini hace un llamamiento a los musulmanes del todo el mundo para asesinar al escritor angloindio Salman Rushdie, por entender que su obra Los versos satánicos ofende al islamismo.
- 1990: en Johannesburgo (Sudáfrica) tiene lugar (por primera vez en treinta años) una asamblea general del Congreso Nacional Africano (ANC).
- 1990: la actriz española Núria Espert es distinguida en París con el título de Personalidad del Año en la modalidad de teatro.
- 1995: en Lima (Perú) el Gobierno declara el cese al fuego en la guerra fronteriza con Ecuador.
- 1996: en la Facultad de Derecho de la Universidad Autónoma de Madrid, la banda terrorista ETA asesina en su despacho al jurista, historiador, profesor y escritor Francisco Tomás y Valiente.
- 2000: la NASA consigue colocar la nave espacial Near en la órbita del asteroide (433) Eros, todo un éxito pionero después de los sucesivos fracasos en Marte.
- 2001: ocho ciudadanos israelíes, siete de ellos militares, mueren al ser arrollados por un autobús manejado por un conductor palestino, en un atentado reivindicado por el movimiento integrista islámico Hamás.
- 2002: en los Juegos Olímpicos que se celebran en Salt Lake City, el esquiador alemán nacionalizado español Johann Mühlegg, logra la medalla de oro en la prueba de 20 kilómetros de persecución.
- 2003: fallece la oveja Dolly, primer animal clonado.
- 2004: se celebra el Día de la Energía.
- 2004: en un parque acuático de Moscú mueren 28 personas en un accidente.
- 2004: el equipo nacional de Túnez consigue el título de campeón de la Copa de África de fútbol por primera vez en su historia.
- 2005: en la provincia de Liaoning (en el noreste de la República Popular China), una explosión en una mina de carbón causa más de 200 muertos.
- 2005: se obtiene y se secuencia, por vez primera en fósiles de la península ibérica, ADN de neandertales.
- 2005: en Teherán (Irán) mueren 59 personas en el incendio de una mezquita.
- 2005: en Estados Unidos se funda la plataforma de video YouTube.
- 2005: en Filipinas tres atentados islamistas dejan 11 muertos.
- 2006: en los campamentos del suroeste de Argelia las inundaciones dejan sin hogar a más de 50 000 refugiados saharauis.
- 2006: en Urdax (Navarra), la banda terrorista ETA hace estallar una furgoneta bomba frente a una discoteca, que no provoca víctimas pero sí importantes daños materiales.
- 2009: en Pasto (Colombia) el volcán Galeras entra en erupción a las 19:10 (hora local).
- 2012: en Tegucigalpa (Honduras) se incendio un centro penal del distrito Comayagua, dejando 347 víctimas.
- 2013: en las afueras de la ciudad de Valparaíso (Chile), un incendio destruye tres cerros y deja más de 200 hogares siniestrados.[4]
- 2018: tiroteo en un colegio de Florida, en el que Nikolas Cruz con un rifle de asalto AR15, mató a 17 personas e hirió a otras 17.
- 2021: en Buenos Aires fallece el expresidente argentino Carlos Menem a los 90 años de edad a causa de una infección urinaria. El presidente Alberto Fernández decreta tres días de duelo nacional. Sus restos fueron velados en el salón azul del Senado de la Nación Argentina. Posteriormente fue enterrado en el mismo cementerio donde se encuentra enterrado su hijo, Carlos Menem Jr..

## Nacimientos
- 1483: Babur, emperador mogol de India (f. 1530).
- 1602: Francesco Cavalli, compositor y organista italiano (f. 1676).
- 1614: John Wilkins, obispo y filósofo británico (f. 1672).
- 1701: Enrique Flórez, historiador español (f. 1773).
- 1751: Valentín de Foronda, economista y escritor español (f. 1821).
- 1763: Jean Victor Marie Moreau, militar y político francés (f. 1813).
- 1781: Valentín Gómez Farías, presidente mexicano (f. 1858).
- 1795: William Jewett, pintor estadounidense (f. 1874).
- 1813: Aleksandr Dargomyzhski, compositor ruso (f. 1869).
- 1817: Valentín Rivero, empresario e industrial mexicano de origen español (f. 1897).
- 1819: Christopher Sholes, inventor estadounidense (f. 1890).
- 1822: Victoria de Sajonia-Coburgo-Kohary, princesa de Sajonia (f. 1857).
- 1824: Winfield Scott Hancock, militar estadounidense (f. 1886).
- 1827: Valentín de Berriochoa, santo y mártir español (f. 1861).
- 1828: Edmond About, escritor francés (f. 1885).
- 1843: Donato Mármol, militar cubano (f. 1870).
- 1844: Francisca Rubatto, religiosa española (f. 1904).
- 1847: María Pía de Saboya, reina portuguesa (f. 1911).
- 1847: Anna Howard Shaw, sufragista y médica estadounidense (f. 1919).
- 1855: Vsévolod Garshin, escritor ruso (f. 1888).
- 1860: Eugen Schiffer, político alemán (f. 1954).
- 1869: Charles Wilson, físico británico, premio nobel de física en 1927 (f. 1959).
- 1874: Louis de Breda Handley, jugador de waterpolo y nadador estadounidense (f. 1956).
- 1875: José Gascón y Marín, político español (f. 1962).
- 1886: Ángel Pestaña, anarcosindicalista español (f. 1937).
- 1891: Víktor Reverdatto, geólogo y botánico ruso (f. 1969).
- 1894: Jack Benny, actor estadounidense (f. 1974).
- 1894: Tata Nacho, (Ignacio Fernández Esperón), compositor mexicano (f. 1968).
- 1895: Max Horkheimer, filósofo y sociólogo alemán (f. 1973).
- 1895: Aleksandr Mikulin, diseñador de aviación soviético (f. 1985).
- 1896: Gueorgui Cheitanov, anarquista búlgaro (f. 1925).
- 1898: Jorge Mañach, escritor y político cubano (f. 1961).
- 1898: Raúl Scalabrini Ortiz, pensador, historiador, filósofo, periodista, escritor, ensayista, y poeta argentino (f. 1959).
- 1898: Fritz Zwicky, astrónomo y físico suizo (f. 1974).
- 1899: Bautista Garcet, sindicalista y político español (f. 1936).
- 1899: Lovro von Matačić, director de orquesta croata (f. 1985).
- 1903: Stuart Erwin, actor estadounidense (f. 1967).
- 1904: Carlos Vieco Ortiz, compositor colombiano (f. 1979).
- 1905: Thelma Ritter, actriz estadounidense (f. 1969).
- 1908: Boris Piotrovski, académico, historiador orientalista y arqueólogo soviético (f. 1990).
- 1910: Homero Cárpena, actor argentino (f. 2001).
- 1912: Tibor Sekelj, explorador croata (f. 1988).
- 1912: Florentina Gómez Miranda, abogada y política argentina (f. 2011).
- 1913: Mel Allen, comentarista deportivo estadounidense (f. 1996).
- 1913: Jimmy Hoffa, sindicalista estadounidense («desaparecido» en 1975).
- 1914: Maevia Noemí Correa, botánica argentina (f. 2005).
- 1916: Marcel Bigeard, general francés (f. 2010).
- 1916: Maruchi Fresno, actriz española (f. 2003).
- 1916: Juan Gálvez, piloto de automovilismo argentino (f. 1963).
- 1916: Masaki Kobayashi, cineasta japonés (f. 1996).
- 1916: Juan Celada Salmón, ingeniero e inventor mexicano (f. 2017).
- 1916: Edward Platt, actor estadounidense (f. 1974).
- 1917: Herbert A. Hauptman, matemático estadounidense, premio Nobel de Química en 1985 (f. 2011).
- 1921: Hugh Downs, presentador de televisión y locutor estadounidense (f. 2020).
- 1922: Anna Lisítsyna, partisana soviética (f. 1942).
- 1922: María Shcherbachenko, médica militar soviética (f. 2016).
- 1925: Antony Sutton, economista e historiador británico (f. 2002).
- 1927: Lois Maxwell, actriz canadiense (f. 2007).
- 1927: Roberto Segura, historietista español (f. 2008).
- 1928: Juan García Hortelano, escritor español (f. 1992).
- 1929: Vic Morrow, actor estadounidense (f. 1982).
- 1931: Margarita Lozano, actriz española (f. 2022).
- 1931: René Abeliuk, abogado y político chileno (f. 2014).
- 1932: Alexander Kluge, cineasta y escritor alemán.
- 1933: Jorge Brovetto, ingeniero químico y político uruguayo (f. 2019).
- 1933: Madhubala, actriz y cantante india (f. 1969).
- 1934: Florence Henderson, actriz estadounidense (f. 2016).
- 1936: Antonio Porpetta, poeta y ensayista español (f. 2023).
- 1937: Magic Sam, guitarrista y cantante de blues estadounidense (f. 1969).
- 1937: Samuel Joaquín Flores, Líder de La Iglesia La Luz Del Mundo (f. 2014).
- 1938: Antonio Dal Masetto, escritor y periodista italiano nacionalizado argentino (f. 2015).
- 1938: Paul Verhoeven, cineasta neerlandés.
- 1939: Eugene Fama, economista estadounidense.
- 1940: Sergio Velasco Ferrero, actor, periodista, locutor, escritor y productor argentino (f. 2020).
- 1941: Paul Tsongas, político estadounidense (f. 1997).
- 1941: Johnny Allon, conductor y productor argentino (f. 2023).
- 1942: Michael Bloomberg, político y empresario estadounidense.
- 1942: Ricardo Rodríguez, piloto de Fórmula 1 mexicano (f. 1962).
- 1943: Maceo Parker, saxofonista estadounidense.
- 1943: Aaron Russo, cineasta y activista político estadounidense (f. 2007).
- 1943: Sergio Méndez, futbolista salvadoreño (f. 1976).

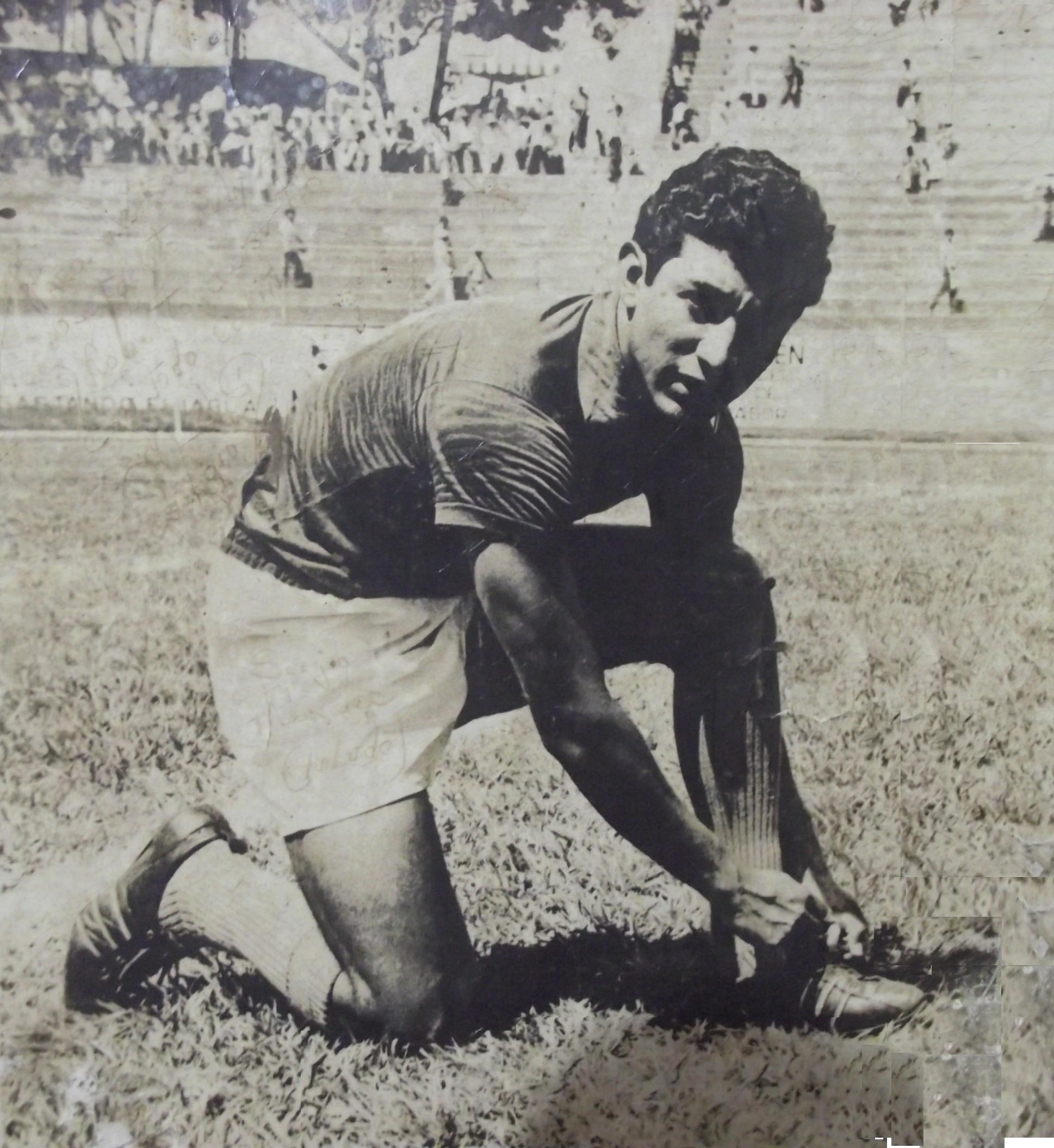
Sergio Méndez

- 1944: Carl Bernstein, periodista estadounidense.
- 1944: Alan Parker, cineasta británico (f. 2020).
- 1944: King Clave, cantautor argentino.
- 1944: Ronnie Peterson, piloto sueco de Fórmula 1 (f. 1978).
- 1944: Ignacio Bayón, político español.
- 1944: Julia Marichal, actriz mexicana (f. 2011).
- 1945: Juan Adán II, aristócrata de Liechtenstein.
- 1945: Ladislao Mazurkiewicz, futbolista y entrenador uruguayo (f. 2013).
- 1945: Juan Carlos Pérez López, futbolista español (f. 2012).
- 1946: Hanni Ossott, poeta, ensayista, profesora universitaria, traductora y crítica de arte venezolana.
- 1946: Crist, dibujante e historietista argentino.
- 1946: Gregory Hines, actor y bailarín estadounidense (f. 2003).
- 1947: Tim Buckley, músico estadounidense (f. 1975).
- 1948: Mayra Gómez Kemp, presentadora de televisión cubana (f. 2024).
- 1948: María Salerno, actriz española.
- 1948: Teller, ilusionista estadounidense, de la serie Penn & Teller.
- 1949: Rafael Ángel Calderón, político costarricense, presidente de su país entre 1990 y 1994.
- 1951: Kevin Keegan, futbolista y entrenador británico.
- 1952: Anton Lesser, actor británico.
- 1953: Hans Krankl, futbolista austriaco.
- 1955: Guillermo Francella, actor y comediante argentino.
- 1957: Soile Isokoski, soprano finlandesa.
- 1959: Renée Fleming, soprano estadounidense.
- 1959: Anny Schilder, cantante neerlandesa.
- 1959: César Camacho Quiroz, abogado y político mexicano.
- 1960: Jim Kelly, jugador estadounidense de fútbol americano.
- 1961: Peter Evans, regatista neozelandés.
- 1962: Kevyn Aucoin, maquillador y fotógrafo estadounidense (f. 2002).
- 1962: Philippe Sella, rugbista francés.
- 1962: Sakina Jaffrey, actriz estadounidense.
- 1963: Enrico Colantoni, actor canadiense.
- 1964: Gianni Bugno, ciclista italiano.
- 1964: Rodolfo Torre Cantú, médico y político mexicano (f. 2010).
- 1964: Ramón Vázquez García, futbolista español.
- 1966: Francisco Melo, actor chileno
- 1967: Mark Rutte, político y profesor neerlandés, primer ministro de los Países Bajos entre 2010 y 2024 y secretario General de la OTAN desde 2024.
- 1967: Stelios Haji-Ioannou, empresario griego.
- 1967: Manuela Maleeva, tenista búlgara.
- 1968: Scott Sharp, piloto de automovilismo estadounidense.
- 1969: Javier Menéndez Flores, escritor y periodista español.
- 1969: Bjørn Ludvigsen, futbolista noruego (f. 2025).
- 1970: Giuseppe Guerini, ciclista italiano.
- 1970: Sabrina Olmedo, actriz y comediante argentina.
- 1970: Simon Pegg, cómico, actor y guionista británico.

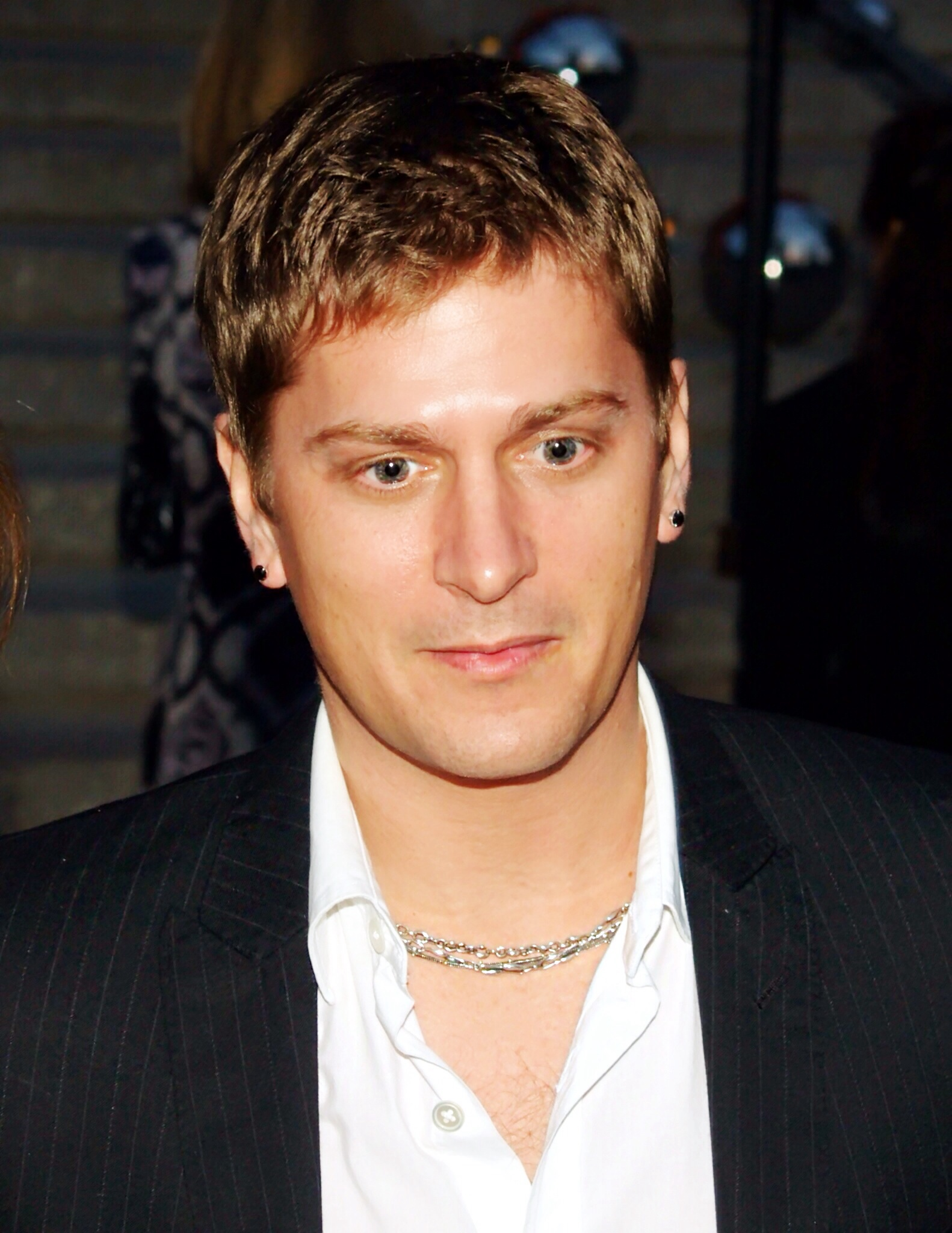
Rob Thomas

- 1971: Nelson Frazier, Jr., luchador profesional estadounidense (f. 2014).
- 1971: Gheorghe Mureşan, baloncestista rumano.
- 1971: Thomas Laughlin, luchador profesional estadounidense.
- 1971: Jassim Al-Tamimi, futbolista catarí.
- 1971: Gabriela Fleritt, actriz, locutora y humorista venezolana.
- 1971: Angela Robinson, directora de cine estadounidense.
- 1972: Najwa Nimri, cantante y actriz española.
- 1972: Rob Thomas, cantautor estadounidense, de la banda Matchbox Twenty.
- 1973: Tyus Edney, baloncestista estadounidense.
- 1973: Unai Elorriaga, escritor español.
- 1974: Filippa Giordano, cantante italiana.
- 1974: Álex Fernández Sánchez, futbolista español.
- 1975: Claudia Blasberg, remera alemana.
- 1975: Nika Gilauri, político georgiano.
- 1975: Mirka Francia, voleibolista cubana.
- 1975: Marcos Antônio de Lima, futbolista brasileño.
- 1975: Leandro Fonseca, futbolista brasileño.
- 1976: Liv Kristine, cantante noruega.
- 1976: Jazmín Stuart, actriz y directora de teatro argentina.
- 1977: Cadel Evans, ciclista australiano.
- 1977: Itziar Castro, actriz, cantante y autora española (f. 2023).
- 1978: Richard Hamilton, baloncestista estadounidense.
- 1978: Darius Songaila, baloncestista lituano.
- 1978: Danai Gurira, actriz estadounidense.
- 1978: Nicolás Gianella, baloncestista argentino.
- 1979: Pablo Pallante, futbolista uruguayo.
- 1979: Michael Jurack, yudoca alemán.
- 1979: Yūichirō Nagai, futbolista japonés.
- 1980: César Navas, futbolista español.
- 1980: Nicholas Santos, nadador brasileño.
- 1981: Randy de Puniet, piloto de motociclismo francés.
- 1982: Isabel Jiménez, periodista española.
- 1982: Amer Shafi, futbolista jordano.
- 1982: Tamon Machida, futbolista japonés.
- 1983: Bacary Sagna, futbolista francés.
- 1985: Karima Adebibe, modelo británica.
- 1985: Philippe Senderos, futbolista suizo.
- 1985: Emmerik De Vriese, futbolista belga.
- 1985: Adolfo Machado, futbolista panameño.
- 1985: Storm Uru, remero neozelandés.
- 1986: María León, cantante y actriz mexicana.

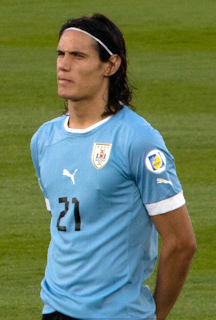
Edinson Cavani

- 1986: Michael Ammermüller, piloto de pruebas alemán de Fórmula 1.
- 1986: Roxanne Guinoo, actriz filipina.
- 1986: Aschwin Wildeboer, nadador español.
- 1986: Tiffany Thornton, actriz y cantante estadounidense.
- 1986: Gao Lin, futbolista chino.
- 1986: Jan Bakelants, ciclista belga.
- 1987: Yulia Savicheva, cantante rusa.
- 1987: Edinson Cavani, futbolista uruguayo.
- 1987: Borja Sánchez Gil, futbolista español.
- 1987: Nacho Zabal, futbolista español.
- 1988: Ángel Di María, futbolista argentino.
- 1988: Fernando Zampedri, futbolista argentino.Ángel Di María

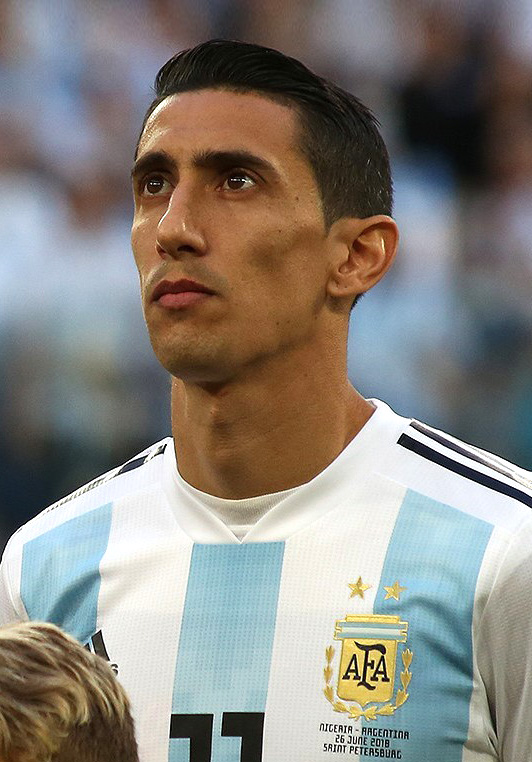
Ángel Di María

- 1988: Asia Nitollano, bailarina estadounidense.
- 1989: Adam Matuszczyk, futbolista polaco.
- 1990: Gianluca Nijholt, futbolista neerlandés.

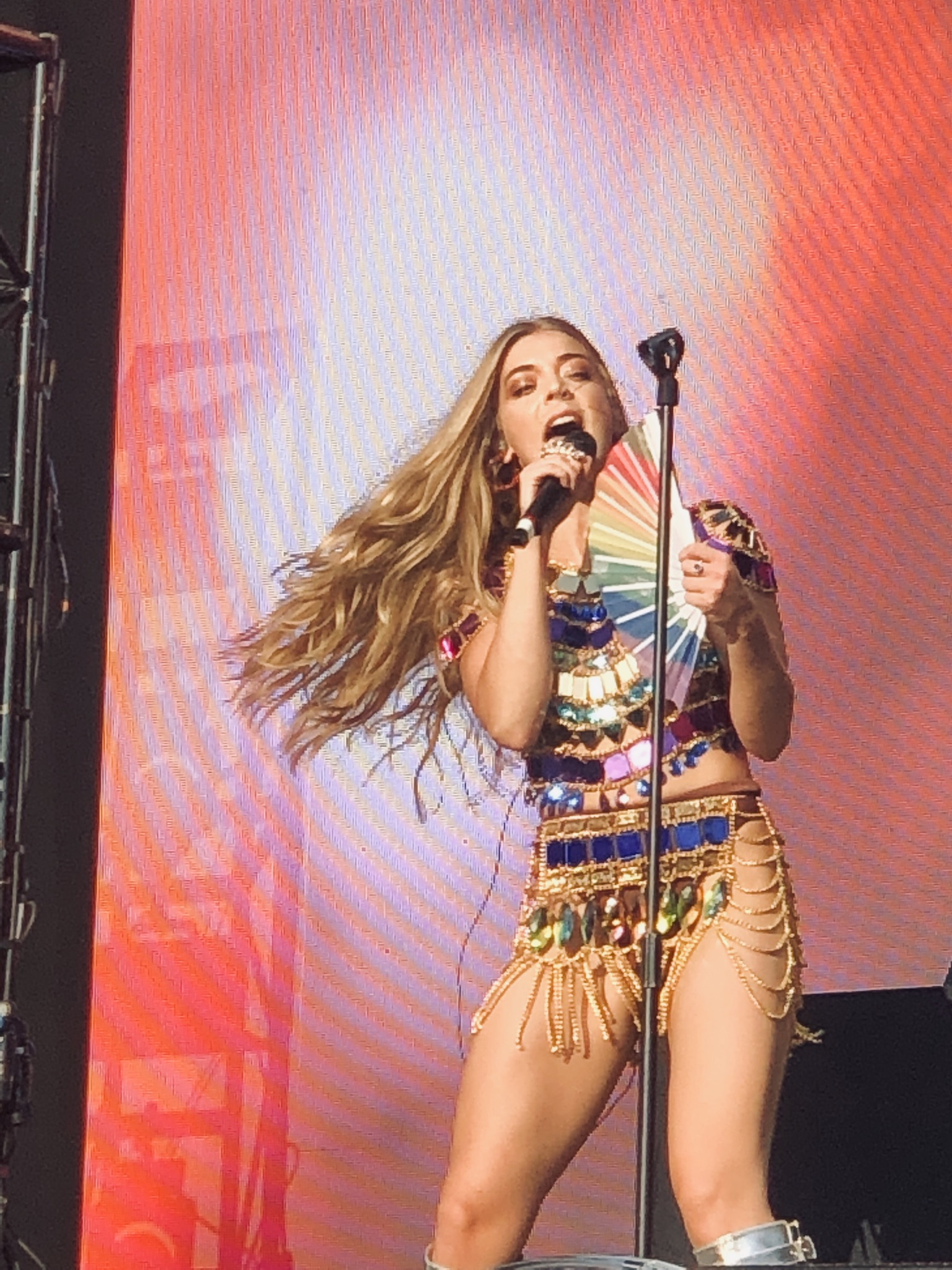
Becky Hill

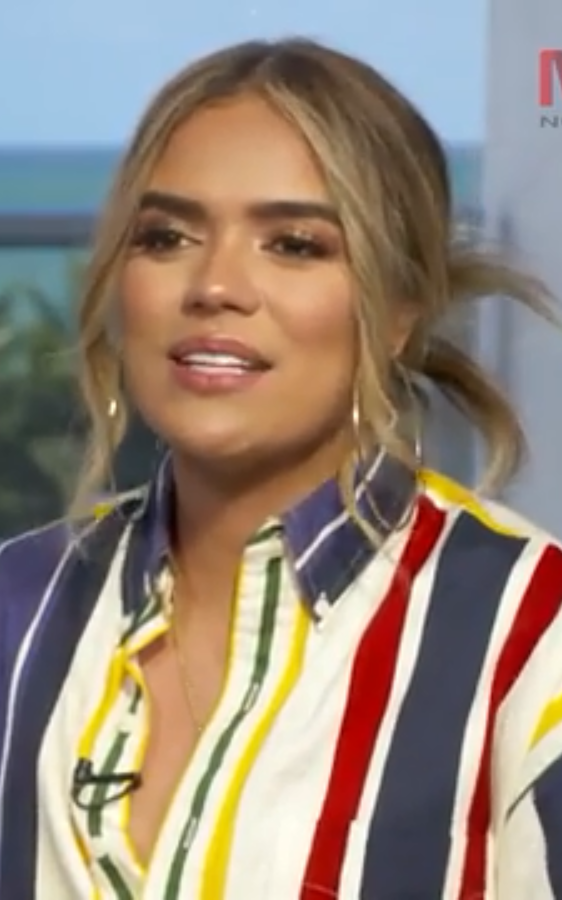
Karol G

- Karol G1991: Raquel Calderón, cantante, modelo y actriz chilena.
- 1991: Karol G, cantante colombiana.
- 1991: Juan Sebastián Villate, futbolista y modelo colombiano.
- 1992: Christian Eriksen, futbolista danés.
- 1992: Freddie Highmore, actor británico.
- 1992: Juan Domingo Martínez Giménez, futbolista español.
- 1992: Carlos Moreno Gómez, futbolista español.
- 1993: Alberto Rosende, actor estadounidense.
- 1993: Yermín Mercedes, beisbolista dominicano.
- 1993: Lasha Parunashvili, futbolista georgiano.
- 1994: Paul Butcher, actor estadounidense.
- 1994: Becky Hill, cantante y compositora inglesa.
- 1995: Fernando Cano Alcantarilla, futbolista español.
- 1995: Diego Fagúndez, futbolista uruguayo.
- 1995: Matías Toma, futbolista uruguayo.
- 1996: Viktor Kovalenko, futbolista ucraniano.
- 1996: Lucas Hernández, futbolista francés.
- 1996: Shon Weissman, futbolista israelí.
- 1996: Clavert Kiendrebéogo, futbolista burkinés.
- 1997: Jaehyun, integrante del grupo NCT.
- 1997: Madison Iseman, actriz estadounidense.
- 1997: Tomasz Nawotka, futbolista polaco.
- 1997: Manu Vallejo, futbolista español.
- 1997: Breel Embolo, futbolista camerunés.
- 1997: Gonzalo Pereira Cejudo, futbolista español.
- 1997: Jeremy Ebobisse, futbolista estadounidense nacido en Francia.
- 1997: Kike Pérez, futbolista español.
- 1997: Bente Paulis, remera neerlandesa.
- 1997: István Péni, tirador húngaro.
- 1998: Sander Berge, futbolista noruego.
- 1998: Isaac Twum, futbolista ghanés.
- 1998: Meshaal Barsham, futbolista catarí.
- 1998: Nicolò Casale, futbolista italiano.
- 1999: Tyler Adams, futbolista estadounidense.
- 1999: Viktor Kornienko, futbolista ucraniano.
- 1999: Miklós Rosta, balonmanista húngaro.
- 1999: Myziane Maolida, futbolista francés.
- 1999: Iván Martín Núñez, futbolista español.
- 1999: Ariel Uribe, futbolista chileno.
- 1999: Carlos Vargas Tenorio, futbolista mexicano.
- 1999: Álex Alonso, jugador español de hockey hierba.
- 1999: Maya Burhanpurkar, investigadora y científica canadiense.
- 1999: Marie Frédérique Ekpitini, taekwondista marfileña.
- 1999: Marcus Smith, rugbista británico-filipino.
- 1999: Antoine Raugel, ciclista francés.
- 2000: Elizabet Tursynbayeva, patinadora artística sobre hielo kazaja.
- 2000: Matteo Lovato, futbolista italiano.
- 2000: Ander Zoilo, futbolista español.
- 2000: Sara Junevik, nadadora sueca.
- 2000: Håkon Evjen, futbolista noruego.
- 2000: Andrea Koevska, cantante macedonia.
- 2000: Zhang Changhong, tirador chino.
- 2000: Anastasiya Dolgova, piragüista rusa.
- 2000: Katsiaryna Zhyvayeva, atleta bielorrusa.
- 2000: Mayuka Yamamoto, nadadora japonesa.
- 2000: Blake Blossom, actriz pornográfica estadounidense.
- 2000: Marc Vicente Vidal, futbolista español.
- 2001: Álvaro Sanz, futbolista español.
- 2001: Ismael Ruiz Sánchez, futbolista español.
- 2001: Giorgi Gocholeishvili, futbolista georgiano.
- 2001: Ibrokhimkhalil Yuldoshev, futbolista uzbeko.
- 2001: Jaden Shackelford, baloncestista estadounidense.
- 2002: Alisa Fédichkina, patinadora artística sobre hielo rusa.
- 2002: Nick Woltemade, futbolista alemán.
- 2002: Valeria Márquez, influencer mexicana (f. 2025).
- 2003: Raphael Hofer, futbolista austriaco.
- 2003: Serdar Saatçı, futbolista turco.
- 2003: Mary Fowler, futbolista australiana.
- 2005: Alejandro Lozano Cárdenas, futbolista español.
- 2005: Alvaro Henry, futbolista neerlandés.

## Fallecimientos
- 869: San Cirilo, monje y lingüista griego (n. 827).
- 1140: León I, aristócrata armenio (n. 1080).
- 1317: Margarita de Francia, mujer francesa, reina consorte de Inglaterra (n. 1275 o 1282).
- 1400: Ricardo II, rey inglés (n. 1367).
- 1405: Timur, conquistador mongol (n. 1336).
- 1571: Odet de Coligny, cardenal francés convertido al protestantismo (n. 1517).
- 1613: Juan Bautista de la Concepción, religioso español, reformador de la Orden Trinitaria (n. 1561).
- 1714: María Luisa Gabriela de Saboya, aristócrata española, reina entre 1701 y 1714 (n. 1688).
- 1744: John Hadley, matemático y astrónomo británico (n. 1682).
- 1779: James Cook, navegante, explorador y cartógrafo británico (n. 1728).
- 1799: Luis Paret, pintor español (n. 1746).
- 1780: William Blackstone, jurista británico (n. 1723).
- 1831: Vicente Guerrero, insurgente independentista mexicano (n. 1782).
- 1831: Henry Maudslay, inventor británico (n. 1771).
- 1891: William Tecumseh Sherman, militar estadounidense (n. 1820).
- 1894: Eugène Charles Catalan, matemático belga (n. 1814).
- 1923: Manuel Raimundo Querino, intelectual brasileño (n. 1851).
- 1929: Tom Burke, atleta estadounidense (n. 1875).
- 1936: Juan Bautista Benlloch y Vivó, obispo español (n. 1864).
- 1943: David Hilbert, matemático alemán (n. 1862).
- 1947: Celestina Boninsegna, soprano italiana (n. 1877).
- 1950: Karl Guthe Jansky, físico estadounidense (n. 1905).
- 1950: Cecilio Guzmán de Rojas, pintor boliviano (n. 1899).
- 1951: Andrés Barbero, científico y humanista paraguayo (n. 1877).
- 1952: Maurice De Waele, ciclista belga (n. 1896).
- 1952: Simeón Ola, general filipino, héroe de la Revolución filipina (n. 1865)
- 1953: Balbino Santos Olivera, obispo español (n. 1887).
- 1970: Marcelo Chávez, actor cómico mexicano (n. 1911).
- 1971: Florentino Bustos Estupiñán, fue un poeta, periodista y gestor cultural colombiano. (n. 1893).
- 1975: Julian Huxley, biólogo británico (n. 1887).
- 1975: P. G. Wodehouse, humorista y escritor británico (n. 1881).
- 1975: Germán Cueto, pintor, escultor y diseñador de títeres mexicano (n. 1893).
- 1981: Pepe Martínez, futbolista mexicano (n. 1953).
- 1982: Antonio Casas, actor español (n. 1911).
- 1983: Lina Radke, atleta alemana (n. 1903).
- 1988: Frederick Loewe, compositor austriaco (n. 1901).
- 1988: Nora Astorga, diplomática nicaragüense (n. 1949).
- 1989: James Bond, ornitólogo estadounidense (n. 1900).
- 1990: José Luis López Panizo, futbolista español (n. 1922).
- 1991: John McCone, empresario y político estadounidense (n. 1902).
- 1993: Pedro Cortina Mauri, diplomático y político español (n. 1918).
- 1994: Andrei Chikatilo, asesino en serie soviético (n. 1936).
- 1994: Donald Judd, escultor estadounidense (n. 1928).
- 1995: U Nu, político birmano (n. 1907).
- 1996: Eva Miriam Hart, sobreviviente y pasajera de segunda clase del Titánic (n. 1905).
- 1996: Alejandro de la Sota Martínez, arquitecto español (n. 1913).
- 1998: Manuel Pérez Martínez, sacerdote y guerrillero español (n. 1943).
- 1999: Torcuato Emiliozzi, piloto de automovilismo argentino (n. 1912).
- 2002: Nándor Hidegkuti, futbolista húngaro (n. 1922).
- 2002: Günter Wand, director de orquesta y músico alemán (n. 1912).
- 2002: Geneviève de Gaulle-Anthonioz, política y miembro de la Resistencia francesa (n. 1920)
- 2002: Domènec Balmanya, futbolista y entrenador español (n. 1914).
- 2003: Pepe Parada, actor, empresario y productor argentino (n. 1937).
- 2003: Oveja Dolly, primer mamífero en ser clonado (n. 1996).
- 2004: Marco Pantani, ciclista italiano (n. 1970).
- 2005: Rafik Hariri, político y empresario multimillonario libanés (n. 1944)
- 2009: Louie Bellson, baterista de jazz estadounidense (n. 1924).
- 2010: Dick Francis, escritor, periodista y jockey británico (n. 1920).
- 2010: José Ricardo De León, futbolista y entrenador uruguayo (n. 1923).
- 2011: George Shearing, compositor de jazz y pianista británico (n. 1919).
- 2012: Tonmi Lillman, músico finlandés (n. 1973).
- 2013: Ronald Dworkin, filósofo del Derecho y catedrático estadounidense (n. 1931).
- 2013: Zdeněk Zikán, futbolista checo (n. 1937).
- 2014: Tom Finney, futbolista británico (n. 1922).
- 2014: John Henson, titiritero estadounidense (n. 1965).
- 2018: Ruud Lubbers, político neerlandés (n. 1939).
- 2018: Morgan Tsvangirai, político zimbabuense (n. 1952).
- 2020: Reinbert de Leeuw, compositor, pianista y director de orquesta neerlandés (n. 1938).
- 2020: John Shrapnel, actor británico (n. 1942).
- 2021: Carlos Menem, político argentino, presidente de Argentina entre 1989 y 1999 (n. 1930).
- 2022: Borislav Ivkov, ajedrecista serbio (n. 1933).
- 2022: Cascarilla Morales (Julio César Morales), futbolista uruguayo que jugaba como delantero (n. 1945).
- 2023: Friedrich Cerha, músico austríaco (n. 1926).
- 2024: Sasha Montenegro, actriz y vedette italomexicana (n. 1946).

## Celebraciones

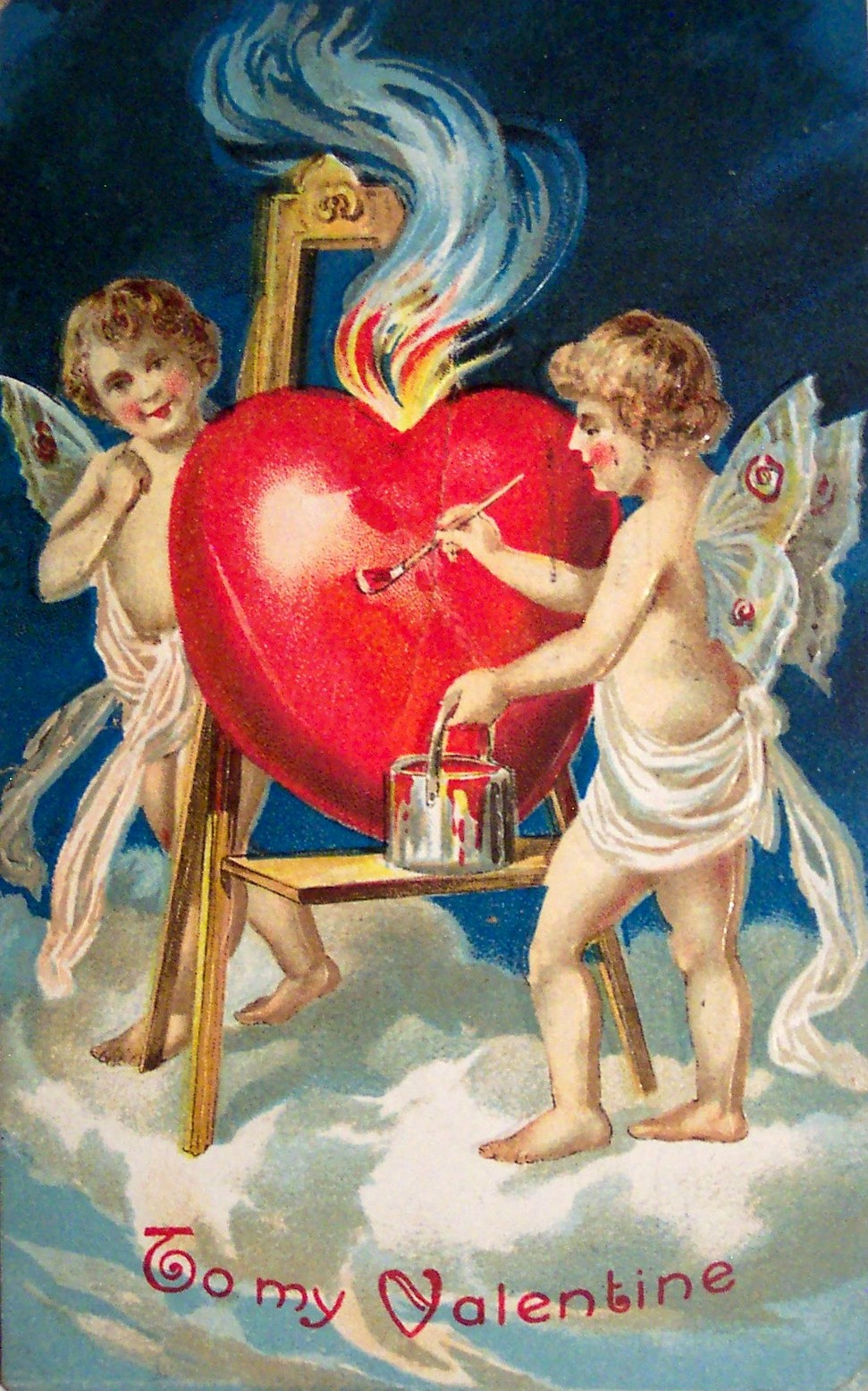
Tarjeta de 1909 de regalo por San Valentín, los corazones y cupidos suelen ser la personificación del 14 de febrero en Occidente desde el.

- Día de San Valentín.
También conocido como Día de los Enamorados.

- Día de Mundial de las Cardiopatías Congénitas.[5]
Padecimiento o trastorno, donde el corazón sufre un desarrollo anormal, que normalmente ocurre antes del nacimiento. Muchos de los bebés que lo padecen, mueren por esta causa.

- Día Mundial de la Energía.
Se celebra desde 1949, para promover el uso de fuentes alternativas y disminuir el uso de las energías no renovables.

- Día Mundial de los Sonidos Curativos. También conocido como Día de Curación para la Tierra por Medio del Sonido.
Celebración creada por Johathan Goldman y su Soundhealers Association, dedicada a sonidos curativos que ayudan al organismo a la liberación de toxinas y estrés acumulados, además de aumentar las buenas vibraciones de los órganos y atraer energías positivas.

- Día Internacional de la Donación del Libro.
International Book Giving Day (en inglés), es una iniciativa de Amy Broadmoore y su hijo, a través de Delightful Children's Books, quienes concibieron la idea original en 2012, después de notar la necesidad de libros para niños en áreas con fondos insuficientes. Puedes participar donando libros a niños sin recursos, dejando un libro en una sala de espera o regalando un libro a un niño.

- Día Mundial del Bonobo.
Pan paniscus es una de las dos especies que componen el género Pan. La otra especie es el chimpancé común (Pan troglodytes). Viven en las selvas húmedas de África Central y están en peligro de extinción debido a la caza furtiva y la destrucción de su hábitat.

Compartidas
- Día Europeo de la Salud Sexual.
Se celebra desde 2003, para tratar de concientizar y sensibilizar a hombres y mujeres sobre la necesidad de adquirir y mantener hábitos sexuales saludables.

 Por países
(Por orden alfabético)
- Afganistán: 
  - Día de la Liberación.[6]

- Argentina:
  -  Misiones: 
    - Aniversario de Fachinal.[7]
Fundación: 14 de febrero de 1926 (99 años).

- Bolivia: 
  - Día de la Reivindicación Marítima.
(Ocupación de Antofagasta).

- Estados Unidos: 
  - Día de Concientización sobre el Robo de Mascotas.
(en inglés: Pet Theft Awareness Day).
  - Día Nacional del Donante de Órganos.
(en inglés: National Organ Donor Day).
  - Día de los Chocolates Rellenos de Crema.
(en inglés: National Cream-Filled Chocolates Day).

- Líbano: 
  - Día Conmemorativo de Rafik Hairiri.

- México: 
  - Fundación de Guadalajara, actual capital del estado de Jalisco.
  - Día del Telegrafista.

Ancestrales
- Antigua Roma: segundo día de las Fiestas de las Lupercales.

### Santoral católico
- San Valentín[8](eliminado del santoral católico en 1969, después del Concilio Vaticano II, porque su existencia es legendaria).[9]
- Santos Cirilo y Metodio, monjes y obispos.[10]
- Santa Alejandra de Egipto.[9]
- San Antonino.[9]
- San Auxencio de Bitinia.
- San Eleucadio.[9]
- San Juan Bautista de la Concepción.[9]
- San Nostriano, obispo romano.[9]
- San Vital de Spoleto.[9]
- San Zenón (mártir).[9]
- Beato Vicente Vilar David (s. XX).[9]